# Oxolinsäure
Oxolinsäure ist ein Gyrasehemmer (Topoisomerase-II-Hemmer) aus der Familie der Chinolon-Antibiotika.

## Gewinnung und Darstellung
Oxolinsäure kann durch eine mehrstufige Reaktion ausgehend von Brenzcatechin gewonnen werden. Dieses reagiert mit Formaldehyd zu Methylendioxybenzol, welches weiter mit Salpetersäure, Wasserstoff und Diethylethoxymethylenmalonat reagiert. Durch thermische Zersetzung und Reaktion mit Natriumhydroxid und Iodethan entsteht nun das Endprodukt.
Alternativ kann Oxolinsäure ausgehend von 1,2-Methylendioxybenzol gewonnen werden. Dieses wird zu 3,4-Methylendioxy-1-nitrobenzol nitriert, welches zu 3,4-Methylendioxyanilin hydriert wird.
Dieses reagiert nun mit Ethoxymethylenmalonat zum Substitutionsprodukt, welches durch Erhitzen zum Ethylester von 4-Hydroxy-6,7-methylendioxychinolin-3-carbonsäure cyclisiert. Hydrolyse mit einer Base in Dimethylformamid und Reaktion mit Iodethan führt nun zum Endprodukt.

## Verwendung
Oxolinsäure ist ein Antibiotikum und wird als Bakterizid (Starner) im Reisanbau verwendet. Es ist auch gegen Feuerbrand wirksam.
In der Europäischen Union und in der Schweiz ist Oxolinsäure nicht als Pflanzenschutzwirkstoff zugelassen.